# Грунтковський Олег Леонідович
Оле́г Леоні́дович Грунтко́вський (нар.1964, м. Шепетівка) — генерал-лейтенант, начальник Головного управління морально-психологічного забезпечення ЗСУ.

## Життєпис
Народився у селі на Хмельниччині.
У 1981 р. вступив на навчання у Краснодарське вище військове авіаційне училище льотчиків, на Кубані.
Заступник командира авіаційної бригади (м. Васильків) з гуманітарної підготовки. Станом на червень 2010 року — заступник командувача Повітряних сил ЗСУ з виховної та соціально-психологічної роботи.
У 2014 р. — заступник командувача з виховної та соціально-психологічної роботи, начальник управління з виховної та соціально-психологічної роботи, полковник повітряних сил Збройних сил України військової частини № А1231.
У липні 2015-го — начальник управління по роботі з особовим складом, командування повітряних сил ЗСУ.
Від жовтня 2016-го — генерал-майор, 2018 — генерал-лейтенант.

## Родина
З дружиною та сином проживають у Вінниці.

## Нагороди
За особисту мужність і героїзм, виявлені у захисті державного суверенітету та територіальної цілісності України, вірність військовій присязі під час бойових дій та при виконанні службових обов'язків, відзначений — нагороджений
- 13 серпня 2015 року — орденом Данила Галицького[6]
- Подяка Вінницької міської ради та її виконавчого комітету[4]